# Ambassade de France en Tanzanie
 (janvier 2021).
La mise en forme du texte ne suit pas les recommandations de Wikipédia : il faut le « wikifier ».
Les points d'amélioration suivants sont les cas les plus fréquents. Le détail des points à revoir est peut-être précisé sur la page de discussion.
- Les titres sont pré-formatés par le logiciel. Ils ne sont ni en capitales, ni en gras.
- Le texte ne doit pas être écrit en capitales (les noms de famille non plus), ni en gras, ni en italique, ni en « petit »…
- Le gras n'est utilisé que pour surligner le titre de l'article dans l'introduction, une seule fois.
- L'italique est rarement utilisé : mots en langue étrangère, titres d'œuvres, noms de bateaux, etc.
- Les citations ne sont pas en italique mais en corps de texte normal. Elles sont entourées par des guillemets français : « et ».
- Les listes à puces sont à éviter, des paragraphes rédigés étant largement préférés. Les tableaux sont à réserver à la présentation de données structurées (résultats, etc.).
- Les appels de note de bas de page (petits chiffres en exposant, introduits par l'outil «  Source ») sont à placer entre la fin de phrase et le point final[comme ça].
- Les liens internes (vers d'autres articles de Wikipédia) sont à choisir avec parcimonie. Créez des liens vers des articles approfondissant le sujet. Les termes génériques sans rapport avec le sujet sont à éviter, ainsi que les répétitions de liens vers un même terme.
- Les liens externes sont à placer uniquement dans une section « Liens externes », à la fin de l'article. Ces liens sont à choisir avec parcimonie suivant les règles définies. Si un lien sert de source à l'article, son insertion dans le texte est à faire par les notes de bas de page.
- La présentation des références doit suivre les conventions bibliographiques. Il est recommandé d'utiliser les modèles {{Ouvrage}}, {{Chapitre}}, {{Article}}, {{Lien web}} et/ou {{Bibliographie}}. Le mode d'édition visuel peut mettre en forme automatiquement les références.
- Insérer une infobox (cadre d'informations à droite) n'est pas obligatoire pour parachever la mise en page.

Pour une aide détaillée, merci de consulter Aide:Wikification.
Si vous pensez que ces points ont été résolus, vous pouvez retirer ce bandeau et améliorer la mise en forme d'un autre article.
L'ambassade de France en Tanzanie est la représentation diplomatique de la République française en république unie de Tanzanie. Elle est située à Dar-es-Salaam, la capitale économique du pays, et son ambassadrice, Anne-Sophie Avé.

## Ambassade

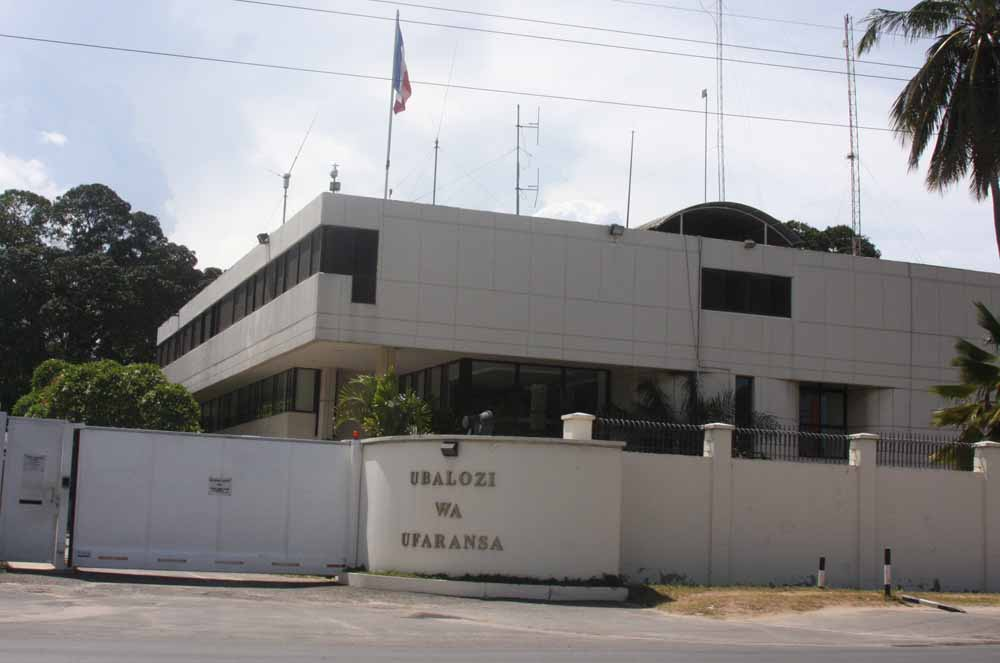
Ambassade de France.

L'ambassade est située à l'angle de l'Ali Hassan Mwinyi Road et de Kilimani Road. Elle accueille aussi une section consulaire. La Résidence de France se trouve à l'arrière du bâtiment de la chancellerie.

## Histoire
Le 25 août 2021, une fusillade a lieu à proximité de l'ambassade et fait cinq morts (dont l'auteur) et six blessés.

## Ambassadeurs de France en Tanzanie
| De   | À    | Ambassadeur                         |
| ---- | ---- | ----------------------------------- |
| 1961 | 1966 | Henri Chassaing de Bourdeille,      |
| 1966 | 1971 | André Naudy                         |
| 1971 | 1975 | Jean Desparmet                      |
| 1975 | 1977 | Georges Denizeau                    |
| 1977 | 1981 | Bertrand de Guilhem de Lataillade   |
| 1981 | 1982 | André Le Guen                       |
| 1982 | 1985 | Roger Establie                      |
| 1985 | 1990 | Georges Vinson                      |
| 1990 | 1992 | Bernard Lodiot                      |
| 1992 | 1995 | Georges Rochiccioli                 |
| 1995 | 1997 | Alain du Boispéan                   |
| 1997 | 2000 | Jacques Migozzi                     |
| 2000 | 2004 | Jean-François Lionnet               |
| 2004 | 2007 | Emmanuelle Michelin, épouse d'Achon |
| 2007 | 2011 | Jacques Champagne de Labriolle      |
| 2011 | 2014 | Marcel Escure                       |
| 2014 | 2017 | Malika Berak                        |
| 2018 | 2021 | Frédéric Clavier                    |
| 2021 | 2024 | Nabil Hajlaoui                      |
| 2024 | auj. | Anne-Sophie Avé                     |

## Historique des relations franco-tanzaniennes
Les relations entre la France et les sultans de Kilwa et de Zanzibar remontent à la fin du XVIIIe siècle. Le premier consul français, M. Broquant, s'installe à Zanzibar, capitale du sultanat de Mascate et Oman, le 21 novembre 1844. Au cours du XIXe siècle, des missions religieuses françaises s'installent progressivement en Tanzanie : les pères du Saint-Esprit à Zanzibar en 1858, les Spiritains à Bagamoyo en 1863. Les pères-blancs s'installent sur le continent en 1875 pour lutter contre l’esclavagisme. Dans la pratique, le rachat d'esclaves est souvent à l'origine des premières communautés africaines qui se forment autour des missionnaires, bâtissant des villages protégés par les armes à l'abri des razzias islamiques.
Le jour même de l'indépendance du royaume du Tanganyika, le 9 décembre 1961, est ouverte l'ambassade de France à Dar-es-Salaam.
La France et la Tanzanie partagent un intérêt commun sur les enjeux de sécurité régionaux. Au cours de leur présidence de l'Organe politique de la SADC, en 2011-2012, les autorités tanzaniennes ont collaboré avec la France et ont apporté leur soutien sur la résolution des crises à Madagascar et en RDC. Le gouvernement tanzanien soutient également les interventions que la France a menées au Mali et en République centrafricaine depuis 2013. La France soutient en retour la participation de la Tanzanie aux opérations de maintien de la paix au Liban (FINUL), au Darfour (MINUAD), en république démocratique du Congo (MONUSCO) ainsi que son engagement dans la médiation dans la guerre civile sud-soudanaise.
Les relations entre la France et la Tanzanie se sont intensifiées depuis 2013 et s'illustrent par un dialogue soutenu et des rencontres présidentielles et ministérielles fréquentes. Au mois de juillet 2021, le vice-président Philip Mpango a effectué une visite à Paris. Le Ministre du Commerce extérieur et de l'Attractivité français Franck Riester s'est rendu à Dar-es-Salaam en octobre 2021.
La présidente de la république unie de Tanzanie Samia Suluhu Hassan a effectué une visite de travail et d’amitié en France du 10 au 14 février 2022. Pendant son séjour, la présidente a participé au One Ocean Summit à Brest le 11 février au cours duquel elle est intervenue au sujet de l’amélioration de la gouvernance des océans. Un accord-cadre bilatéral concernant le financement, le développement et la mise en œuvre de projets stratégiques prioritaires ainsi que deux déclarations d’intention relatives à la coopération dans les domaines de l’économie bleue, de la sécurité maritime, des transports et du développement durable ont été signés à l’issue du sommet. La politique de développement française se concrétise en Tanzanie par un doublement des engagements du groupe Agence française du développement (AFD) depuis cinq ans et la signature au cours de cette visite de financements significatifs pour trois projets emblématiques par l’AFD : (i) 80 M€ pour la banque publique de développement agricole TADB, (ii) 178 M€ pour le projet de bus en site propre à Dar-es-Salaam, et (iii) 50 MUSD par Proparco pour une ligne de crédit à la banque CRDB visant à soutenir les PME (initiative Choose Africa) et notamment à faciliter l’accès au financement de l’entreprenariat féminin. La présidente a également visité un patrouilleur maritime et la Station-F. Le lundi 14 février, la présidente a rencontré des entrepreneurs membres du MEDEF International et la directrice générale de l’Unesco Audrey Azoulay avant de s’entretenir avec le président de la République française Emmanuel Macron au palais de l’Élysée accompagnée de sa délégation ministérielle.
| Années | Participants                                                      | Lieu          |
| ------ | ----------------------------------------------------------------- | ------------- |
| 1965   | Général de Gaulle - Julius Nyerere                                | Paris         |
| 1969   | Général de Gaulle - Julius Nyerere                                | Paris         |
| 1979   | Olivier Stirn - Benjamin Mpaka                                    | Paris         |
| 1980   | Jean-François Poncet - Julius Nyerere                             | Dar-es-Salaam |
| 1981   | François Mitterrand - Julius Nyerere                              | Paris         |
| 1982   | Claude Cheysson - Julius Nyerere                                  | Dar-es-Salaam |
| 1989   | François Mitterrand - Ali Hassan Mwinyi                           | Paris         |
| 2000   | Charles Josselin - Benjamin Mpaka                                 | Dar-es-Salaam |
| 2000   | Edgar Maokola-Majogo (Ministre de la Défense)                     | Paris         |
| 2001   | Hubert Védrine (Ministre des Affaires Étrangères)                 | Dar-es-Salaam |
| 2002   | Dominique de Villepin - Benjamin Mpaka                            | Mtwara        |
| 2002   | Edward Lowassa (Ministre de l'eau et de l'élevage)                | Paris         |
| 2003   | Jacques Chirac - Benjamin Mpaka                                   | Paris         |
| 2003   | Zakhia Meghji (Ministre des ressources naturelles et du tourisme) | Paris         |
| 2006   | Jacques Chirac - Jakaya Mrisho Kikwete                            | Paris         |
| 2008   | Alain Joyandet - Jakaya Mrisho Kikwete                            | Dar-es-Salaam |
| 2011   | Henri de Raincourt - Jakaya Mrisho Kikwete                        | Dar-es-Salaam |
| 2012   | Bernard Membe                                                     | Paris         |
| 2013   | François Hollande - Jakaya Mrisho Kikwete                         | Paris         |
| 2013   | Bernard Membe - Laurent Fabius                                    | Paris         |
| 2014   | Nicole Bricq - Jakaya Mrisho Kikwete                              | Dar-es-Salaam |
| 2015   | François Hollande - Jakaya Mrisho Kikwete                         | Paris         |
| 2015   | Annick Girardin - Mohammed Gharib Bilal                           | Dar-es-Salaam |
| 2016   | Jean-Marc Ayrault - Augustine Mahiga                              | Dar-es-Salaam |
| 2016   | Ségolène Royal - Augustine Mahiga                                 | Dar-es-Salaam |
| 2019   | Jean-Yves le Drian - Augustine Mahiga                             | Paris         |
| 2021   | Franck Riester - Philip Mpango                                    | Paris         |
| 2021   | Franck Riester - Philip Mpango                                    | Dar-es-Salaam |
| 2022   | Emmanuel Macron - Samia Suluhu Hassan                             | Paris         |

## Aide au développement
Le Groupe Agence Française de Développement (AFD) est présent en Tanzanie depuis 1993 à travers sa filiale PROPARCO. En 1997, la création de l'agence régionale de Nairobi a permis de développer l’activité de l'AFD en Tanzanie depuis le Kenya, en attendant l'ouverture en 2008 d'un bureau à Dar es Salaam.  L'AFD intervient désormais de manière croissante en Tanzanie, mobilisant essentiellement des concours souverains dans plusieurs secteurs prioritaires pour le gouvernement tanzanien, tels que l'eau et l'assainissement, l'énergie, les transports, l'éducation et la santé. Entre 2011 et 2021, le volume total des engagements du groupe AFD en Tanzanie s'est élevé à 760 millions d'euros, dont 86 % sous forme de prêts souverains concessionnels. L'Agence s'est  concentrée sur l'énergie pour 58 % de ses engagements entre 2009 et 2019 et sur l'eau et l’assainissement pour 34 % entre 2009 et 2019. Le soutien à la santé, les transports et l'éducation existe également mais de manière moins importante.
Les financements de l'AFD à des projets d'amélioration de l'accès à l'eau et à l'assainissement concernent des villes comme Dar-es-Salaam, Dodoma, Mwanza et Morogoro. Des contributions au fond multi-bailleurs ont permis de développer des projets de taille plus modeste ailleurs. La proposition de solutions de financement et d’assistance technique pour accompagner le gouvernement tanzanien dans sa transition vers le statut de pays à revenu intermédiaire en 2025 par l’AFD a permis à 800 000 personnes de bénéficier d’un meilleur accès à l’eau potable (chiffres de janvier 2021). Un tiers des financements ont par ailleurs un impact positif sur le changement climatique.
Les versements de l'AFD sont en augmentation régulière depuis 2009 et ont ainsi été multipliés par six entre 2009 et 2019. L'AFD est ainsi devenue un bailleur de fonds de référence dans le secteur de l'eau et de l’assainissement et un acteur important dans le secteur de l'énergie. Cette nouvelle donne est illustrée par le co-financement de l'AFD à hauteur de 130 millions d'euros du projet d'interconnexion électrique entre le Kenya, la Tanzanie et la Zambie porté par la Banque Mondiale.
L'AFD soutient également à travers des prêts non-souverains qui représentent 5 % de leurs engagements (2009-2019) des acteurs non gouvernementaux œuvrant pour le développement de la Tanzanie. En 2013, elle a ainsi octroyé 40 millions d'euros pour financer l'extension de l'Hôpital Aga Khan de Dar-es-Salaam. L'AFD soutient également les projets de développement portés par des acteurs privés : elle a accordé la même année un crédit non-souverain de 10 millions d'euros à Bank of Africa-Tanzania ainsi qu'une assistance technique destinée à l'instruction de projets favorisant les énergies renouvelables et l'efficacité énergétique .
L'AFD apporte enfin un soutien financier sous forme de subventions aux organisations de la société civile française présentes en Tanzanie. Ces subventions représentent 8 % de leurs engagements (2009-2019). Le Centre international de Développement et de Recherche (CIDR) - actif dans le secteur de l'accès aux soins des populations défavorisées- ou encore la Fondation Internationale pour la Gestion de la Faune ont ainsi pu bénéficier de financements.
L’AFD cherche donc à accompagner la Tanzanie sur les secteurs clés pour le pays (conformément au FYDPII) à savoir l’accès à l’eau et son assainissement, l’énergie durable et les transports. Ses zones d’intervention se diversifient néanmoins et incluent désormais aussi la biodiversité, l’environnement et le tourisme, l’agriculture et le développement de nouveaux outils comme les garanties et les prêts non-souverains.

## Présence culturelle
La présence culturelle française en Tanzanie se manifeste principalement par les deux centres culturels du réseau Alliance Française présents à Arusha (ouverte en 2000) et à Dar-es-Salaam (depuis 1961). Ils dispensent des cours de français, accueillent des expositions d'art et promeuvent la culture française sous ses multiples formes (cinéma, musique, littérature, débats). À Zanzibar, l'Association Franco-Zanzibarite propose également des cours de français et des événements culturels.
Une association, Le Cercle franco-tanzanien, a été lancée en février 2015 par l'ambassadrice de l'époque Malika Berak pour favoriser les échanges entre les Français et les Tanzaniens. Le Cercle franco-tanzanien à raison de trois sessions par an et en concertation avec ses membres fondateurs tanzaniens et français programme des événements tout au long de l’année.
L'école Française Arthur Rimbaud de Dar-es-Salaam dispense la totalité du cursus scolaire français, de la maternelle à la terminale. Créée en 1967, l’école française accueille plus de 350 élèves et réunit plus de quarante nationalités.
En Tanzanie, la langue française joue le rôle de deuxième langue étrangère (après l’anglais). L’enseignement du français est ainsi entré dans le programme tanzanien depuis 1966 (Mulinda, 2014). En 2016, nous comptions quinze universités et un centre d’enseignement du français rassemblant 1124 apprenants (Delabie, 2016, 34).

## Coopération culturelle
Dans le domaine de la promotion du français, l'ambassade de France a conclu un partenariat en février 2018 avec la Dar-es-Salaam University College of Education pour renforcer l'enseignement du français, via la dotation de nouveaux matériels informatiques et notamment d'une bibliothèque numérique développée par Bibliothèque sans Frontière, la seconde installée en Tanzanie après Kigoma. En 2017, l'ambassade a financé une formation de quatre semaines destinée à quarante-six professeurs de français de la région de Kigoma et travaillant au sein du camp de réfugiés de Nyarugusu.
Dans le cadre de la nouvelle stratégie d'accueil du gouvernement français  "Welcome in France" annoncée en 2019, l’ambassade de France en Tanzanie s’est associée avec l’Université de Dar-es-Salaam (UDSM) et le Ministère de l’Éducation tanzanien pour ouvrir un point d’information Campus France au sein de l’université, en continuité avec celui précédemment ouvert à l’Alliance Française de Dar-es-Salaam. Cet espace favorise l’accès des étudiants tanzaniens aux universités françaises en offrant un accompagnement renforcé dans les différentes démarches préalables à leur départ : choix des cursus, des universités, coût de la vie en France, candidature aux bourses, visas, sécurité sociale, logement. Les étudiants tanzaniens passés par le réseau universitaire français ont ensuite l'opportunité de rejoindre le réseau France Alumni de Tanzanie, qui regroupe les entreprises francophones et les professionnels francophiles dans le pays.
L'ambassade de France accorde également indépendamment de Campus France des bourses du mérite à trois étudiants tanzaniens par an.
Des partenariats universitaires entre des universités françaises et tanzaniennes ont été mis en place pour favoriser l'apprentissage du swahili par des étudiants français : Sciences Po a noué un partenariat avec l'Université d'État de Zanzibar et l'INALCO a fait de même en 2016 avec l'Université de Dar-es-Salaam.
D'autre part, la France apporte un soutien financier à des organisations de la société civile tanzanienne via le fonds de développement PISCCA (Projets Innovants des Sociétés Civiles et des Coalitions d'Acteurs) à hauteur de plusieurs centaines de milliers d'euros par an, majoritairement dans les domaines des droits des femmes, du développement durable ou de la lutte contre les maladies sexuellement transmissibles. Plusieurs ONG françaises sont en outre actives en Tanzanie : Partage Tanzanie, Médecins du Monde, Fert, ATD Quart Monde, CIDR, Fondation Internationale pour la Gestion de la Faune ou encore Bibliothèques sans Frontière.

## Coopération militaire
La France et la Tanzanie sont des puissances riveraines de l'Océan Indien. Effectivement, la marine internationale la plus proche de la Tanzanie est la flotte française à La Réunion. L'armée tanzanienne et les Forces Armées françaises dans la Zone Sud de l'Océan Indien (FAZSOI) coopèrent à ce titre ponctuellement sur le plan militaire. En 2000 et en 2003, les Tanzanian People's Defence Forces (TPDF) et l'armée française ont ainsi pris part, aux côtés d'autres armées africaines, à des exercices militaires multinationaux  sur l'île de la Réunion, puis en Zambie. En 2003, le troisième exercice de maintien de la paix du cycle RECAMP (REnforcement des Capacités Africaines de Maintien de la Paix) s'est déroulé en Tanzanie. Cet exercice, dénommé TANZANITE-RECAMP 3, a réuni plus de trente pays et organisations internationales à Dar-es-Salaam et à Tanga, dans le nord-est du pays.
Plus récemment, la coopération militaire entre la France et la Tanzanie a pris la forme de l'enseignement du français en milieu militaire, l'accueil d'officiers tanzaniens en France pour des formations ou au sein des Écoles Nationales à Vocation Régionale (ENVR). Une ou deux escales maritimes de la flotte française sont également réalisées chaque année. En mars 2020, alors qu’aucun navire français n’y avait accosté depuis de nombreuses années, le patrouilleur Le Malin a ainsi fait escale à Zanzibar par exemple. Pour cette occasion, le général Fadhil Omar Nondo, commandant les forces armées tanzaniennes à Zanzibar, accompagné d’une délégation de trente militaires tanzaniens, a assisté à la manœuvre d’accostage.

## Relations Économiques
Les relations économiques et commerciales entre le Tanzanie et la France demeurent mesurées et se limitent à une gamme réduite de produits. Les grands contrats se concentrent principalement sur le secteur des transports et sont pour l'instant peu diversifiés. Le commerce bilatéral représente 101,6 millions d’euros en 2020. La France bénéficie d’un excédent structurel, en moyenne de 52,4 millions d’euros entre 2011 et 2020 mais qui se limite à 30,4 millions d’euros en 2020, soit une augmentation de 6,2 % par rapport aux performances enregistrées en 2019. La Tanzanie est le 125e client de la France (66 millions d’euros) et son 120e fournisseur (35,6 millions d’euros).

### Légère augmentation des exportations françaises en Tanzanie en 2020
En 2020, d’après les Douanes française, les exportations françaises vers la Tanzanie ont augmenté et s’établissent à 66 millions d’euros. Les exportations françaises ont augmenté de 6,1 % en 2020, passant de 62,2 millions d’euros en 2019 à 66 millions d’euros en 2020. Cette augmentation s’explique principalement par la hausse des exportations des « matériels de transport » de 2,5 millions d’euros à 20,5 millions d’euros (+485 %), des « équipements mécaniques, matériel électrique, électronique ou informatique » de 20,1 millions d’euros à 22,5 millions d’euros (+12 %) et ce, malgré la baisse des exportations des « autres produits industriels » de 28,8 à 15,4 millions d’euros (-46,5 %).
Les exportations françaises reposent sur quatre secteurs majeurs représentant 91 % du total :
- Les équipements mécaniques, matériel électrique, électronique ou informatique (34,1 % du montant global : 22,5 millions d’euros) en hausse de 12,2 %.
- Les matériels de transport (31,1 % ; 20,5 millions d’euros) en forte hausse de +485 %.
- Les produits chimiques, parfums et cosmétiques (15,9 % ; 10,5 millions d’euros) enregistrent une baisse de 3,2 % par rapport à 2019 avec 10,5 millions d’euros pour l’année 2020.
- Les produits des industries agroalimentaires (IAA) (10,3 % ; 6,8 millions d’euros) en baisse de -25 % de 9 millions d’euros en 2019 à 6,8 millions d’euros pour l’année 2020.

### Les importations depuis la Tanzanie se stabilisent ces trois dernières années
En 2020, les importations françaises en provenance de Tanzanie ont augmenté pour se situer à 35,6 millions d’euros, soit une augmentation de 6 % par rapport à 2019. 86 % du montant des importations provient soit des « produits des industries agroalimentaires (IAA) »  (44,1 % du montant total ; 15,7 millions d’euros) et soit des « produits agricoles, sylvicoles, de la pêche et de l’aquaculture » (42 % ; 14,9 millions d’euros).  
À l'échelle de l'Afrique subsaharienne, les importations de Tanzanie représentent 1,9 % du total des importations françaises et les exportations françaises vers la Tanzanie comptent pour 0,64 % des exportations. La croissance stable et relativement forte de la Tanzanie (7 % ces 10 dernières années) augure néanmoins des opportunités intéressantes pour les entreprises françaises. À cet égard, une délégation de trente-et-une entreprises du Medef s'est rendue en Tanzanie en mai 2018 (la plus importante mission économique française à ce jour pour ce pays) et a rencontré plusieurs ministres et acteurs économiques tanzaniens afin d'explorer les perspectives commerciales potentielles entre les deux pays.
Longtemps structurées autour de grands groupes français traditionnellement implantés en Afrique, la présence française en Tanzanie se diversifie. Une trentaine d'implantations françaises autour de treize filiales de groupes français sont ainsi dénombrées. Certaines entreprises françaises opèrent autour de projets structurants : Bouygues Énergies et Services réalise l'interconnexion électrique avec le Kenya, Engie via Power Corner poursuit le déploiement de réseaux fonctionnant à l'énergie solaire en zones rurales, IGN FI établit le cadastre de la ville de Dar-es-Salaam et Airbus Helicopters fournit des appareils aéronautiques au gouvernement tanzanien.
CMA-CGM et Bolloré opèrent quant à eux dans le domaine portuaire et du transport maritime. Dans le domaine des transports également, le groupe Bouygues s’intéresse également à la rénovation du Terminal 2 qu’il a construit dans les années 1980, avec ADPi qui gère de nombreux aéroports dans le monde. Le groupe Lagardère opère désormais deux boutiques de duty free à l’aéroport international de Dar-es-Salaam et poursuit son expansion avec des implantations dans d’autres aéroports du pays. Thalès a fourni des radars et systèmes de contrôle à l’aviation civile.
Total distribue par la voie terrestre du carburant sur tout le territoire tanzanien et vers des pays voisins enclavés. Une dizaine d'entreprises françaises ont également des participations au capital de sociétés tanzaniennes (notamment dans l'agro-alimentaire) ou sont représentées par des franchises ou des partenaires locaux.
En janvier 2020, une Chambre de Commerce Franco-Tanzanienne (CCFT) a été créée afin de développer l’investissement économique en Tanzanie. Présidée par Christophe Darmois, la CCFT encourage et facilite l’établissement de partenariats entre les entreprises françaises et tanzaniennes afin d’accroître leur force sur le marché international. En octobre 2021, la France lance une Task force Transports en Tanzanie composée d'entreprises françaises, toutes unies par leur intérêt à se développer sur le marché tanzanien en proposant des produits, des équipements, des systèmes et solutions pour le domaine des transports afin de renforcer et développer leur présence.

## Consulat

### Communauté française
En 2020, 511 Français sont inscrits sur les registres consulaires en Tanzanie, soit une baisse de 9,88 % par rapport au nombre d’inscrits en 2019 qui s’élevait à 567.
| 2001 | 2002 | 2003 | 2004 | 2005 |
| ---- | ---- | ---- | ---- | ---- |
| 408  | 438  | 437  | 435  | 449  |

| 2006 | 2007 | 2008 | 2009 | 2010 |
| ---- | ---- | ---- | ---- | ---- |
| 465  | 453  | 485  | 529  | 578  |

| 2011 | 2012 | 2013 | 2014 | 2015 |
| ---- | ---- | ---- | ---- | ---- |
| 630  | 668  | 672  | 664  | 744  |

| 2016 | 2017 | 2018 | 2019 | 2020 |
| ---- | ---- | ---- | ---- | ---- |
| 681  | 660  | 597  | 567  | 511  |

### Circonscriptions électorales
Depuis la loi du 22 juillet 2013 réformant la représentation des Français établis hors de France avec la mise en place de conseils consulaires au sein des missions diplomatiques, les ressortissants français d'une circonscription recouvrant le Burundi, le Kenya, l'Ouganda, le Rwanda, la Tanzanie, la Zambie et le Zimbabwe élisent pour six ans trois conseillers consulaires. Ces derniers ont trois rôles : 
1. ils sont des élus de proximité pour les Français de l'étranger ;
2. ils appartiennent à l'une des quinze circonscriptions qui élisent en leur sein les membres de l'Assemblée des Français de l'étranger ;
3. ils intègrent le collège électoral qui élit les sénateurs représentant les Français établis hors de France.

Pour l'élection à l'Assemblée des Français de l'étranger, la Tanzanie appartenait jusqu'en 2014 à la circonscription électorale de Nairobi, comprenant aussi le Burundi, le Kenya, l'Ouganda et le Rwanda, et désignant deux sièges. La Tanzanie appartient désormais à la circonscription électorale « Afrique centrale, australe et orientale » dont le chef-lieu est Libreville et qui désigne cinq de ses trente-sept conseillers consulaires pour siéger parmi les quatre-vingt-dix de l'Assemblée des Français de l'étranger.
Pour l'élection des députés des Français de l’étranger, la Tanzanie dépend de la 10e circonscription.